# حزقيال إغناثيو كاسيريس
حزقيال إغناثيو كاسيريس (بالإسبانية: Juan Ignacio Cáceres) هو راكب الكنو أرجنتيني، ولد في 31 يناير 1992.

## وصلات خارجية
- حزقيال إغناثيو كاسيريس على موقع أوليمبيديا (الإنجليزية)
- حزقيال إغناثيو كاسيريس على موقع اللجنة الأولمبية الأرجنتينية (الإسبانية)